# مامادو كندو
مامادو كندو (بالفرنسية: Mamadou Kondo)‏ (30 نوفمبر 1989 بمالي - ) هو لاعب كرة قدم مالي في مركز الدفاع. لعب مع الملعب المالي ونادي الشعلة.

## وصلات خارجية
- مامادو كندو على موقع قاعدة بيانات كرة القدم.إي يو (الإنجليزية)
- مامادو كندو على موقع Soccerway.com (الإنجليزية)